# Jackner Louis
Jackner Louis (15 gennaio 1993) è un calciatore bahamense, centrocampista del Cubs.

## Carriera

### Club
Gioca dal 2011 al 2014 al Dynamos. Nel 2014 si trasferisce al Cubs.

### Nazionale
Debutta in nazionale il 2 luglio 2011, in Turks e Caicos-Bahamas, valevole per le qualificazioni ai Mondiali 2014, in cui entra al minuto 83 e mette a segno, al minuto 92, il gol del definitivo 0-4.